# Xã Marshall, Quận Allegheny, Pennsylvania
Xã Marshall (tiếng Anh: Marshall Township) là một xã thuộc quận Allegheny, tiểu bang Pennsylvania, Hoa Kỳ. Năm 2010, dân số của xã này là 6.915 người.